# Henricia anomala
Henricia anomala is een zeester uit de familie Echinasteridae.
De wetenschappelijke naam van de soort werd in 1973 gepubliceerd door Ryoji Hayashi.